# Corbetta (település)
Corbetta település Olaszországban, Lombardia régióban, Milánó megyében. Lakosainak száma 18 778 fő (2023. január 1.). Corbetta Albairate, Arluno, Cisliano, Magenta, Robecco sul Naviglio, Santo Stefano Ticino, Vittuone és Cassinetta di Lugagnano községekkel határos.

## Népesség
A település lakossága az elmúlt években az alábbi módon változott:
| Lakosok száma | 18 167 | 18 366 | 18 302 | 18 778 |
|               | 2013   | 2017   | 2018   | 2023   |